# Аллацька сільська рада
Алла́цька сільська рада (рос. Аллакский сельский совет) — сільське поселення у складі Каменського району Алтайського краю Росії.
Адміністративний центр — село Аллак.

## Населення
Населення — 948 осіб (2019; 1110 в 2010, 1291 у 2002).

## Склад
До складу сільської ради входять:
| Населений пункт | Населення, осіб (2002) | Населення, осіб (2010) |
| --------------- | ---------------------- | ---------------------- |
| Аллак, село     | 1123                   | 995                    |
| Духова, селище  | 129                    | 92                     |
| Родина, селище  | 39                     | 23                     |